# Economía de Cabo Verde
Cabo Verde sufre con la escasez de recursos naturales, inclusive agua, agravada por las sequías prolongadas y por el suelo pobre en varias islas. Su economía está orientada hacia los servicios, y el comercio, el transporte, el turismo y los servicios públicos representan cerca de 3/4 de su PIB. A pesar de que casi el 70% de la población vive en la zona rural, la agricultura y la ganadería están poco desarrolladas y tienen una pequeña participación en el PIB. Cerca del 82% de los alimentos tienen que ser importados. El potencial de la pesca, principalmente langosta y atún no está completamente explorado.

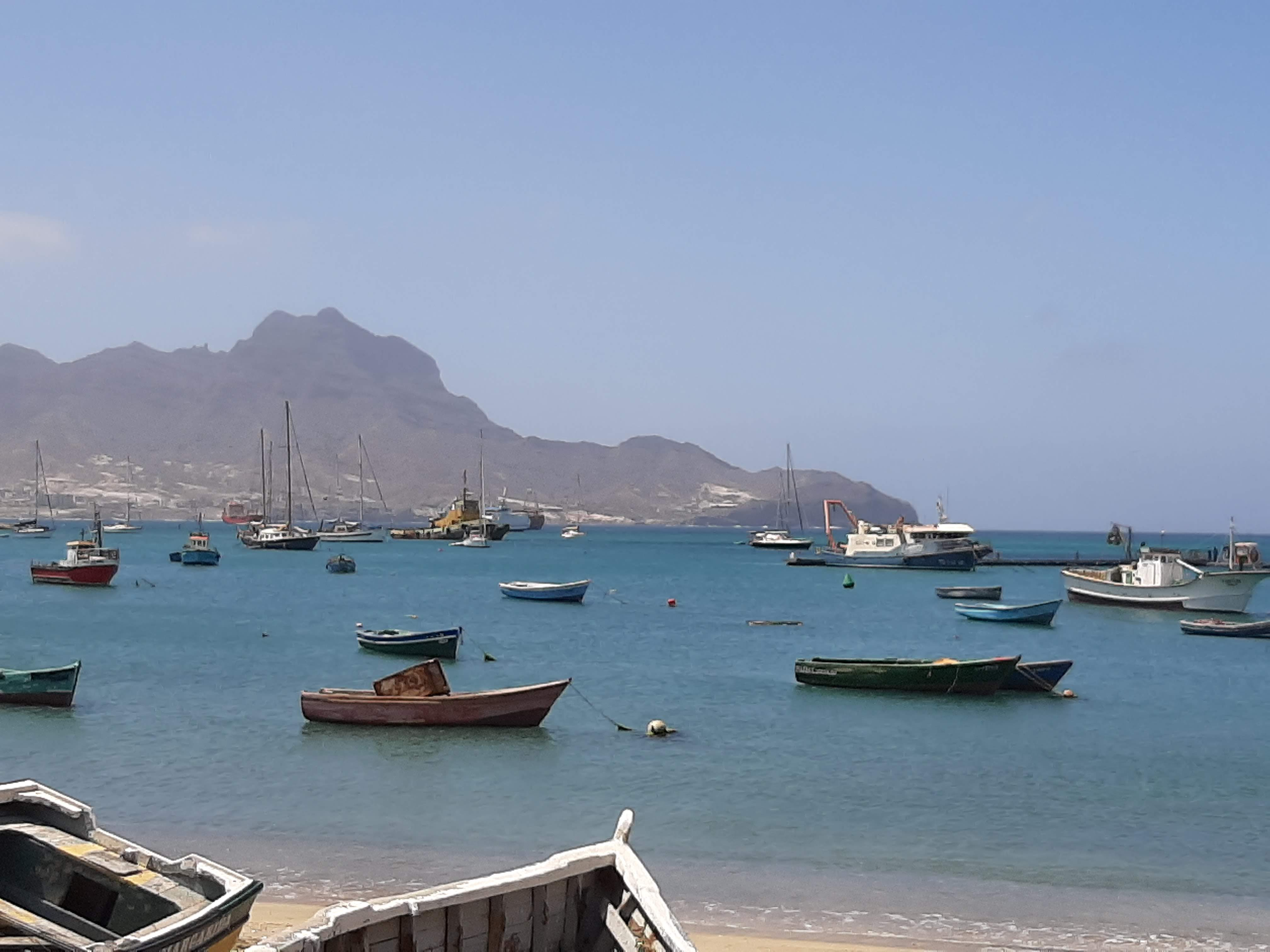
Barcos de pesca en Mindelo

El país tiene anualmente un gran déficit comercial, financiado por la ayuda internacional y por los muchos emigrantes esparcidos por el mundo, que contribuyen con remisiones financieras que complementan el PIB en más del 20%. El turismo es otra fuente de ingresos importante, contribuyendo con más del 10% de los 820 millones de euros del PIB de Cabo Verde el año de 2005.
A pesar de la escasez de recursos, una eficiente gestión de la economía ha producido una mejora de los ingresos del país. Reformas económicas continuadas han estimulado el sector privado y atraído inversión extranjera para diversificar la economía. Las perspectivas futuras dependen enormemente del mantenimiento de los flujos de ayuda, del estímulo al turismo, a la remisiones de los emigrantes y al resultado de los programas de desarrollo del gobierno. El país se hizo miembro de la Organización Mundial del Comercio en julio de 2008.
Por lo que respecta al sector primario, sólo está cultivado el 10% de la superficie, siendo de secano la mayoría (plátano, vid y papas), y de regadío una minoría (principalmente, plátanos y tomates). La agricultura de exportación está orientada al comercio con los mercados portugueses y de la Unión Europea. Se ha iniciado también la exportación de otras frutas tropicales (aguacates, piñas, mangos y otros cultivos de invernadero) y flores. La ganadería, principalmente caprina y bovina, es escasa, tras haber sufrido un importante retroceso en las últimas décadas.
A partir de la independencia la salud y la educación se vieron favorecidas (75% de la población está alfabetizada, las grandes epidemias desaparecieron, así como la hambruna, aunque un 14% de los niños sufre de desnutrición), la economía local se caracteriza por la ausencia de oportunidades, lo que alimenta la frustración y el resentimiento. Las cifras oficiales ocultan muy grandes desigualdades sociales. Los esfuerzos de los primeros tiempos de la independencia fueron devastados por el cambio de dirección liberal de los años 1990 y por la corrupción.
En los años 1990, el gobierno convirtió al país a la economía de mercado y lanzó un programa de privatizaciones del que sacaron provecho, en particular, los inversores portugueses (bancos, centrales eléctricas, estaciones de servicio…). Portugal recuperaba así lo que había perdido con la descolonización.
Es que Cabo Verde produce poco: sus recursos mineros son casi inexistentes, sufre de una sequía crónica y la producción agrícola apenas cubre un 10% de las necesidades.

## Moneda
Moneda oficial Escudo caboverdiano, moneda semioficial euro. 
El escudo se convirtió en la moneda de Cabo Verde en 1914. Reemplazó al real a una tasa de 1000 reales = 1 escudo. Hasta 1930 Cabo Verde utilizó monedas de Portugal. Sin embargo, los billetes emitidos por el Banco Nacional Ultramarino eran únicamente para Cabo Verde desde el año 1865.
Hasta la independencia del país en 1975, el escudo caboverdiano era similar al escudo portugués. A mediados de 1998, un acuerdo con Portugal estableció una tasa fija de 1 escudo portugués = 0,55 escudo caboverdiano. Desde la sustitución del escudo portugués por el euro, el escudo caboverdiano tiene una tasa de 1 euro = 110,265 escudos. 
El euro es ampliamente aceptado en Cabo Verde. En noviembre de 2004, durante una reunión en Portugal, el primer ministro de Cabo Verde consideró formalmente aceptar el euro como una de las monedas del país.
- Cambio aproximadamente:
  - 1 Euro = 110,270 Escudo caboverdiano
  - 1 Escudo caboverdiano = 0,00906865 Euro